# Церковь Рождества Христова и Николая Чудотворца (Флоренция)
Церковь Рождества Христова и Николая Чудотворца (итал. Chiesa Ortodossa Russa della Natività di Nostro Signore Gesù Cristo e San Nicola Taumaturgo) — храм Западноевропейской епархии Русской православной церкви заграницей, расположенный в городе Флоренция (Тоскана, Италия).

## История церкви
Строительство было начато 11 июня 1899 года по инициативе протоиерея Владимира Левицкого и эмигрантов русского происхождения. Строительство велось по проекту архитектора Михаила Преображенского. За основу строительного стиля было принято московско-ярославское зодчество XVII века, периода наивысшего расцвета русской храмовой культуры. Храм представляет двухэтажную композицию с высоким крыльцом, центральная часть которого завершается покрытием с кокошниками и традиционным русским пятиглавием. В росписи верхнего храма Рождества принимали участие Пётр Шарворок, Александр Блазнов, Михаил Васильев, Дмитрий Киплик. Все образа́ иконостаса (кроме Царских врат и верхних ряда кисти Михаила Васильева) исполнил академик Александр Новоскольцев.
Церковь состоит из нижнего и верхнего храмов. Нижнюю церковь во имя святителя Николая Чудотворца освятили 8 октября 1902 года, а верхнюю церковь во имя Рождества Христова — 26 октября 1903 года.
После революции 1917 года поддержка прихода со стороны Русской церкви прекратилась, в 1921 году приход стал самостоятельным, несмотря на попытки советских дипломатов заявить права на здание.
С 1920 года храм пребывал в юрисдикции митрополита Евлогия (Георгиевского) и вместе с другими подчинёнными ему приходами в феврале 1931 года вошёл в юрисдикцию Константинопольского патриархата.
С 1925 по 1936 годы храм служил временной усыпальницей членов греческой королевской семьи — короля Константина I, королевы Ольги, королевы Софии.
В 1987 в храме начались реставрационные работы под руководством архитектора Винченцо Ваккаро, которые в 1996—1999 годах вернули зданию прежний вид. В ноябре 2003 года при участии городских и церковных властей торжественно отмечено столетие церкви.
В октябре 2018 года в знак протеста против действий патриарха Константинопольского на Украине община вышла из подчинения Константинопольского патриархата: с 28 октября 2018 года за богослужением поминался первоиерарх РПЦЗ митрополит Иларион (Капрал). Настоятель храма протоиерей Георгий Блатинский отметил: «После антиканонических решений, сделанных патриархом Варфоломеем 11 октября, мы перестали его поминать. Этими решениями патриарх Варфоломей сделал Православную церковь Украины во главе с митрополитом Онуфрием гонимой». На общем собрании прихожан, где присутствовало более ста человек, была выражена единогласная поддержка решению Церковного совета о переходе в юрисдикцию РПЦЗ.